# ヴァル・ディ・ノート大地震
ヴァル・ディ・ノート大地震（Terremoto del Val di Noto del 1693）とは、1693年1月11日に、イタリア・シチリア島のカターニア近郊で起きた地震である。イタリア時間の13時30分頃に発生した。地震の規模はマグニチュード7.6（モーメント・マグニチュード）で、イタリアで起きた中で最もマグニチュードが大きな地震であり、シチリア島で起きた中でも大規模な被害をもたらした地震であった。
また、ヴァル・ディ・ノートとは、シチリアの古い行政区分ヴァッロ (Vallo) の1つを指している。

## 犠牲者
地震の犠牲者は60000人以上であり、その主な内訳は以下である。カターニアでは当時の人口20,000人のうち、16,000人が亡くなった。そのうちの5,000人はRagusaで命を落としたが、Ragusaの人口は当時9,950人程度だった。Lentiniでは人口10,000人のうち4,000人が亡くなった。グランミケーレ（Grammichele)には当時2,910人の住民がいたが、そのうちの52パーセントが亡くなった。シラクサでは人口15,399人のうち約4,000人が亡くなった。

## その他
地震が多いイタリアの中でもシチリアは特に地震が多く、この地震や1908年のメッシーナ地震のような大規模な地震が7回起きている。

## 参考資料
- 岡北一孝・田中傑・稲益祐太 シチリア・ノートの 1693年ヴァル・ディ・ノート大地震からの復興?移転再建をめぐって 『日本建築学会大会学術講演梗概集』2016年8月, (要購読契約)